# Hilaira glacialis
Hilaira glacialis es una especie de araña tejedora de sábana perteneciente al género Hilaira, de la familia Linyphiidae, orden Araneae. Fue descrita por Thorell en 1871.

## Descripción
El cuerpo de la hembra mide 3,5 mm de longitud. En el macho, el clípeo suele de mayor tamaño que el diámetro de los ojos laterales anteriores.

## Distribución
Se distribuye por Noruega (en el archipiélago Svalbard) y Rusia, desde Europa hasta el Lejano Oriente.